# Ljudmyla Lusan
Ljudmyla Wolodymyriwna Lusan (ukrainisch Людмила Володимирівна Лузан, international verwendete Schreibung Liudmyla Luzan; * 27. März 1997 in Iwano-Frankiwsk, Ukraine) ist eine ukrainische Kanutin.

## Karriere
Ihren ersten internationalen Erfolg errang sie bei den Olympischen Jugendspielen 2014 in Nanjing, als sie dort im Einer-Canadier eine Silbermedaille gewann. Bei den Europameisterschaften 2018 in Belgrad erkämpfte sie sich im Einer-Canadier über 500 m den dritten Platz. 2021 gewann sie in Posen bei den Europameisterschaftengleich vier Medaillen, darunter zweimal Gold und einmal Silber.
Bei den 2021 ausgetragenen Olympischen Sommerspielen 2020 in Tokio errang sie mit dem Einer-Canadier über 200 m die Bronzemedaille und gemeinsam mit Anastassija Tschetwerikowa im Zweier-Canadier über 500 m die Silbermedaille. Während der Schlussfeier war sie die Fahnenträgerin ihrer Nation. Ein Jahr darauf wurde Lusan in Dartmouth im Einer-Canadier sowohl über 200 Meter als auch über 500 Meter Weltmeister und belegte mit Anastassija Tschetwerikowa im Zweier-Canadier über 500 Meter den zweiten Platz.  Bei den Olympischen Spielen 2024 in Paris gewann sie mit Tschetwerikowa im Zweier-Canadier über 500 Meter die Silbermedaille.